# Victorien Sardou

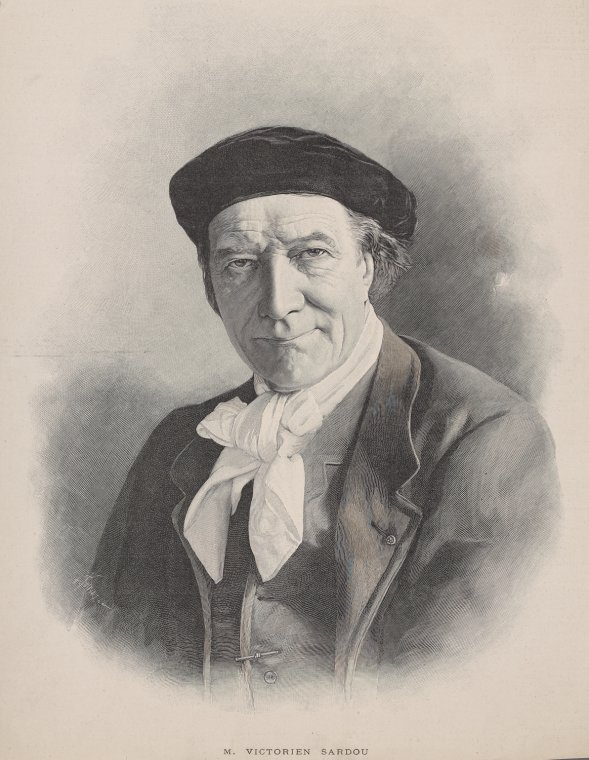
1901-ben

Victorien Sardou (Párizs, 1831. szeptember 5. – Párizs, 1908. november 8.) francia drámaíró. 

## Élete
Eleinte orvostant tanult, majd történelmet és irodalmat. Dejazet színésznővel való megismerkedése indította arra, hogy drámaírással foglalkozzék, és e téren annál gyorsabban ért el sikert, mivel ez a híres színésznő nemcsak hogy rendelkezésére bocsátotta színházát, hanem első darabjaiban: Monsieur Garat és Les prés Saint-Gervais (1860) a fő szerepeket is maga játszotta. Sardou csakhamar meg alapozta hírnevét és termékeny tolla egyre-másra látta el a különböző párizsi színházakat és főképp a Gymnase- és Vaudeville-színházakat vígjátékokkal és egyéb drámákkal, amelyeknek legnagyobb része élénk tetszésre talált. 1877-től a Francia Akadémia tagja.
Darabjait jelentős mesterségbeli tudással, fordulatos történeteit elegánsan bonyolítva írta. Első műve, A Benoiton család (1865, magyarul 1866) tipikus polgári dráma, sikeressé azonban történelmi vaudeville-jei tették. 
Manapság legtöbbet játszott darabja a Szókimondó asszonyság (1893, magyarul 1894), amelyben Napóleon korának jellegzetes személyiség-típusait és problémáit viszi színre.
További népszerű, a magyar színházakban is játszott művei:
- A jó falusiak (1867, magyarul 1867)
- A haza (1869, magyarul 1870)
- Váljunk el! (1880, magyarul 1881)
- A boszorkány (1903, magyarul 1905)

Főleg operának átdolgozva váltak híressé alábbi darabjai:
- Fedora (1883, magyarul 1883) — Umberto Giordano operájaként (1898)
- La Tosca (1887, magyarul 1922) — Giacomo Puccini operájaként (1900)

Több darabját filmvászonra is sikerrel adaptálták.